# Dedwen
Dedwen (Egyptisch: Ddwn, ook Dedun of Dedoen) was een Nubisch-Egyptische god van rijkdom en brenger van wierook.
Dedwen was al bekend sinds het Oude Rijk en wordt genoemd in de Piramideteksten, waarin de koning werd aangeduid als "Dedwen die heerst over Nubië"  en gelijkgesteld met deze god. De god werd beschouwd als de vertegenwoordiger van Nubië, van waaruit het toen zeer waardevolle wierook kwam, en bracht de mensen en schatten uit dit gebied naar de Egyptische farao.
Sinds het Nieuwe Rijk verscheen hij in menselijke gedaante, maar later ook met de kop van een leeuw, zoals blijkt uit vondsten uit Kalabsha. 
Plaatsen van aanbidding voor Dedwen zijn tot nu toe alleen gevonden in Nubië: Philae, Kalabsha , Abu Simbel, Semna en Gebel Barkal. In de Late Periode werd hij aanbeden in de tempel van Amon in Hibis en als Dedwen-Amon in de tempel van Amon-Ra te Aghurmi in de Siwa-oase.